# Motín de consumos
El motín de consumos es un motín antifiscal, típico de la España de la segunda mitad del siglo XIX.
En estos motines, los participantes se resistían al cobro de los impuestos indirectos en el mercado, llamados consumos desde la reforma fiscal de Alejandro Mon de 1845 y que encarecían varios productos de primera necesidad. Era común que en el motín se asaltase el llamado fielato, la caseta de la recaudación.
La abolición de este impuesto formó parte del programa progresista entre 1845 y 1868, atendiendo a que los motines que suscitaba hacían ver que no era popular. En la oleada de agitación de la revolución de 1854 hubo muchos motines de consumos y el nuevo gobierno progresista suspendió el cobro del impuesto. En 1855 lo reintrodujo y en la agitación del verano de 1856, aunque primaron los motines de subsistencias, también hubo motines de consumos.
- Datos: Q6024878